# HQ-2J
HQ-2J hoặc Hongqi-2 (红旗-2, Hồng kỳ 2) là lên lửa phòng không được gắn trên xe phóng type 77. Đây là phiên bản nâng cấp của hệ thống  HQ-2. HQ-1 / HQ-2 được phát triển từ hệ thống S-75 Dvina SA-2 của Liên Xô. HQ-2 là hệ thống phòng không chính của Trung Quốc trong hơn bốn mươi năm.
HQ-2J được phát triển bởi Tổng công ty xuất nhập khẩu máy móc chính xác Trung Quốc (CPMIEC) cho Quân đội PLA.
Ngoài ra Iran đã phát triển tên lửa Sayyad-1 từ tên lửa HQ-2.

## Quốc gia sử dụng
- Trung Quốc
- Việt Nam
- Iran được sản xuất với tên gọi Sayyad-1